# Sveriges Snöskoteråkares Centralorganisation
Sveriges Snöskoteråkares Centralorganisation organiserar snöskoteråkare i Sverige. De arrangerar förarbevisutbildning för snöskoter och äger tävlingsorganisationen Svensk Racing.